# Dlouhokrčka McCordova
Dlouhokrčka McCordova (Chelodina mccordi) je sladkovodní želva z čeledi matamatovitých, která je endemitem indonéského ostrova Roti, na Timoru žije její poddruh Chelodina mccordi timorlestensis. Patří mezi kriticky ohrožené druhy, její areál činí pouze 70 kilometrů čtverečních, kromě toho žije asi 250 jedinců v zoologických zahradách.

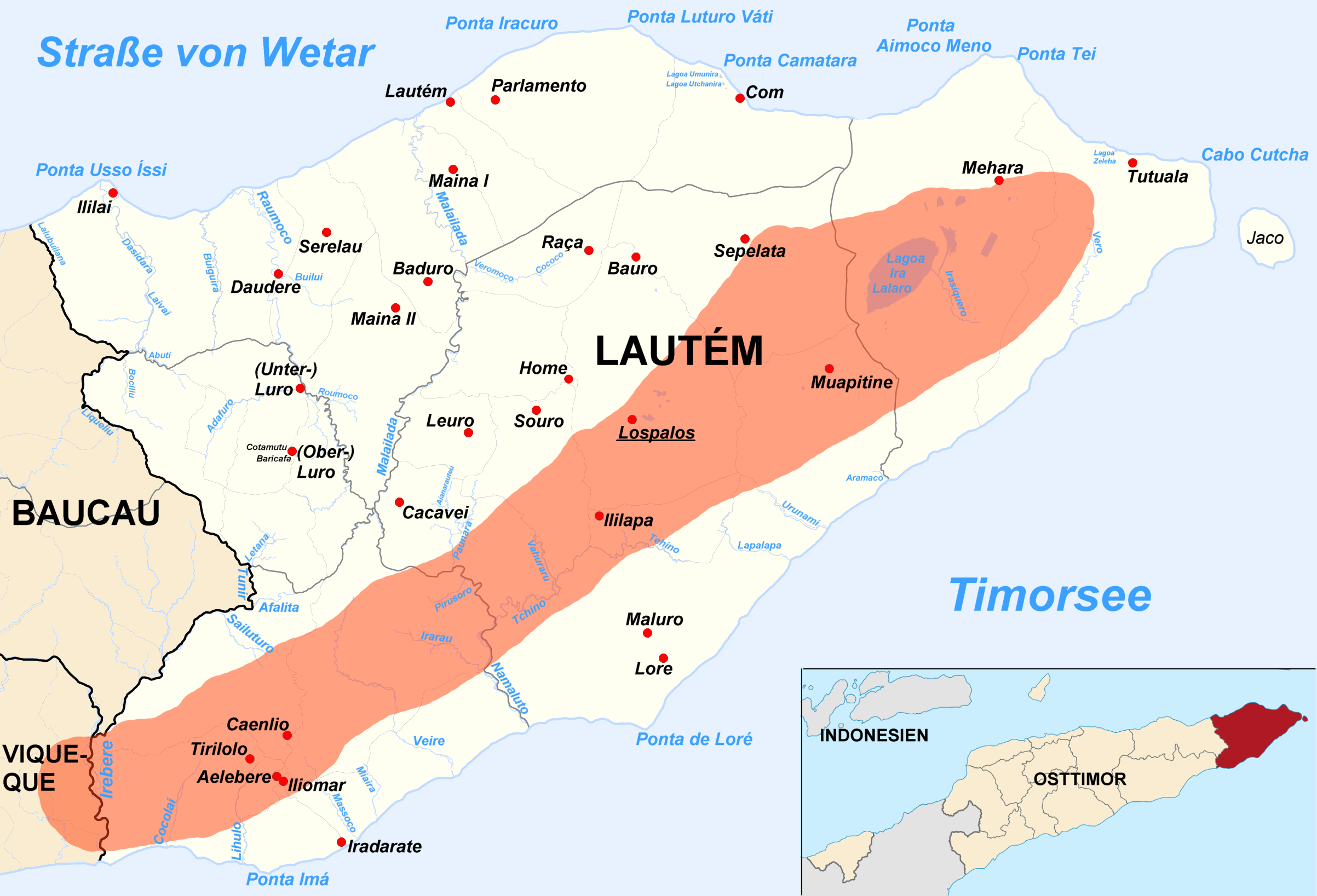
Rozšíření na Timoru

Karapax této želvy je šedohnědě až kaštanově zbarvený a dosahuje délky 18–24 cm, plastron má světle krémovou barvu bez kresby. Krk je téměř tak dlouhý jako krunýř, proto ho želva musí hadovitě stočit napříč, aby mohla ukrýt hlavu. Samice jsou mírně větší než samci. Dlouhokrčka McCordova obývá mělká sladkovodní jezírka a močály s teplou vodou, živí se drobnými korýši a rybami. Třikrát do roka samice klade osm až dvanáct vajec, mláďata se z nich líhnou zhruba po měsíci.
Populaci dlouhokrček snižuje jak ztráta přirozených biotopů v důsledku postupující civilizace, tak komerční lov: pro svoji vzácnost je tato želva vyhledávaným sběratelským artiklem, ačkoli oficiálně je obchod s ní zakázaný.
Byla objevena roku 1891 a původně považována za izolovanou populaci dlouhokrčky novoguinejské, teprve v roce 1994 ji popsal Anders Rhodin jako samostatný druh a pojmenoval podle amerického zoologa Williama Patricka McCorda.

## Chov v zoo
Dlouhokrčka McCordova byla v únoru 2020 chována ve třech desítkách evropských zoo, z toho ve dvou v Česku:
- Zoo Brno
- Zoo Praha

V roce 2019 se Zoo Brno podařil odchov těchto dlouhokrček, poprvé v rámci Unie českých a slovenských zoologických zahrad. Další úspěšné odchovy proběhly v letech 2021 a 2025.

### Chov v Zoo Praha
Tento druh je chován v Zoo Praha od podzimu 2018, kdy bylo dovezeno osm velmi mladých zvířat z chovného zařízení Turtle Island v rakouském Štýrském Hradci. V únoru 2020 byla tato zvířata představena veřejnosti v úvodní expozici pavilonu Indonéská džungle v horní části zoo.